# Naranjito de Triana
José Sánchez Bernal (Séville, 1933 - 2002), mieux connu sous son pseudonyme Naranjito de Triana, fut un chanteur de musique flamenco.